# Deep Insanity
Deep Insanity è un progetto crossmediale creato e prodotto dalla Square Enix. Esso consiste in un manga intitolato Deep Insanity: Nirvana iniziato nel gennaio 2020, un gioco per PC e dispositivi mobile intitolato Deep Insanity: Aslyum che è uscito il 14 ottobre 2021 e un anime intitolato Deep Insanity: The Lost Child andato in onda da ottobre a dicembre 2021.

## Trama
La storia è ambientata in un mondo dove gran parte della popolazione è caduta in coma a causa della "Sindrome di Randolph". Si scopre che l'origine della malattia proviene dal Polo Sud in un luogo chiamato "Aslyum" che porta i protagonisti ad esplorare questa zona per trovare una cura ma allo stesso tempo custodisce tesori tenuti in gran segreto da molti.
Nel manga la storia ruota intorno a Serge Sol, un ragazzo immune alla malattia che, a causa di vari eventi, decide di andare ad "Aslyum" alla ricerca di oggetti speciali. Nell'anime la storia è ambientata tra le trame del manga e del videogioco e segue le vicende della recluta Shigure Daniel Kai che si unisce ai "Sleepers" per esplorare "Aslyum", abitato dai mostri chiamati "Scarred" e da umani che vengono chiamati "Exiles", alcuni dei quali son stati colpiti da questa misteriosa malattia e vengono chiamati "Cultisti". Il videogioco è ambientato nel periodo dove gran parte della popolazione cade in coma e il protagonista è un sopravvissuto al massacro avvenuto in un ospedale.

## Personaggi

### Deep Insanity: Nirvana

#### Serge Sol
È il protagonista del manga. È un ragazzo che è immune alla malattia di Randolph. Mentre stava lavorando, incontra casualmente Yamada e insieme vanno all'"Aslyum" alla ricerca di oggetti speciali.

#### Hildegard Olympiada Yamada
È la co-protagonista del manga. È una ragazza brava con le armi da fuoco e gestisce un negozio in Antartide. A causa di un combattimento, incontra casualmente Serge e decide di andar insieme ad Aslyum.

### Deep Insanity: The Lost Child

#### Shigure Daniel Kai
È il protagonista dell'anime. Desideroso di essere un eroe, si offre volontario all'undicesimo plotone dell'Antartide dei  "Sleepers" dove le sue abilità sono una risorsa fondamentale per il gruppo. È doppiato da Hiro Shimono.

#### Vera Rustamova
È il comandante dell'undicesimo plotone dell'Antartide che possiede un'arma simile ad una falce e in qualche modo ha la capacità di controllare il tempo. È doppiata da Ami Koshimizu.

#### Lawrence Larry Jackson
È un membro dell'undicesimo plotone dell'Antartide. A causa di un incidente, il ragazzo ha una protesi al braccio destro e una lesione cerebrale che ha causato la mancanza di avere paura o di provare alcuni dolori. È doppiato da Yuya Hirose.

#### Leslie Blanc
È un ufficiale dell'undicesimo plotone dell'Antartide. È uno degli "Sleepers" più forti del gruppo e un eccellente spadaccino e viene rivelato che in alcune missioni si è travestito da donna borghese. È doppiato da Kohsuke Toriumi.

#### Reika Kobat
È un membro dell'undicesimo plotone dell'Antartide. È una donna con occhiali e protesi alla gamba destra ed è un artista affermata che si interessa a manga e anime. È doppiata da Ruriko Noguchi.

#### Sumire Motiki
È un membro dell'undicesimo plotone dell'Antartide ed ex idol che ha deciso di andare in Antartide  per trovare una cura per la malattia e diventare un'eroina. È doppiata da Kaede Hondo.

### Woo Inominetas
È il protagonista del gioco. È l'unico sopravvissuto al massacro avvenuto all'interno dell'ospedale. Secondo i documenti lasciati nell'ospedale, il personale ha un cultista che ha sacrificato in modo terribile i pazienti per i suoi scopi tranne uno lasciato in vita per "errore", ovvero il protagonista. Appare anche nell'ultimo episodio dell'anime "Deep Insanity: The Lost Child". È doppiato da Yūichirō Umehara.

#### Manuela Rodriguez
È originaria del Messico e maestra di Capoeira. È una persona severa e atea ma vulnerabile al denaro. Ella è brava in cucina e ama il cibo piccante. È doppiata da Manami Numakura.

#### Makishi Erika
È una ragazza di 17 anni e nata nella Prefettura di Okinawa. Si trasferisce per motivi ignoti nell'Antartide e aiuta Woo nelle sue missioni. È doppiata da Miyu Tomita.

#### Giada Gabriel Ozono
È una donna francese che si è trasferita in Antartide. Ha una visione particolare del mondo e parla con un "angelo" che può vedere solo lei. È doppiata da Konomi Kohara.

#### Makishin Kramer
È una ragazza tedesca cavaliere dell'Europa dell'XI secolo che si trova misteriosamente ad Aslyum. È doppiata da Naomi Ōzora.

#### Fatima Sara
È una donna africana ed ex membro dell'esercito dell'Etiopia che si trasferisce in Antartide su ordine dell'ONU. È doppiata da Hiroko Kiso.

#### El-Cee(Elsie)
È una ragazza esiliata che vive nell'oasi dell'Aslyum. È vista dai cultisti come la "Figlia di Dio" con il potere di porre fino al mondo che conoscono diventando l'obiettivo di vari gruppi presenti nell'Antartide. È doppiata da Takako Tanaka.

## Media

### Manga
Il manga è stato scritto da Norimitsu Kaihō e Makoto Fukami e disegnato da Etorouji Shiono e pubblicato sulla rivista Monthly Big Gangan di Square Enix dal 24 gennaio 2020. I primi due volumi tankobon son usciti il 25 settembre 2021. Il manga è, per il momento, inedito nel resto del mondo.

### Anime
L'anime di "Deep Insanity: Lost Child" è stato prodotto dalla Square Enix, in collaborazione con Kadokawa, e le realizzazioni sono stati affidate allo studio Silver Link e andato in onda dal 13 ottobre al 29 dicembre 2021 in varie rete televisive giapponesi. La serie è arrivata nel Nord America da Funimation, sia con i sottotitoli e il doppiaggio inglese, e da Medialink nell'Asia del sud mentre in Europa è per il momento ancora inedita.

### Videogioco
Un gioco per dispositivi mobili e PC intitolato "Deep Insanity: Asylum" è uscito il 14 ottobre 2021 in Giappone.Il gioco è un titolo di genere RPG gratuito con acquisti in-app. Il combattimento di gioco è basato sulle abilità, viene svolto in "tempo reale" e presenta opzioni di combattimento automatico e ad alta velocità. Un'anteprima del gioco è stata distribuita per telefoni Android il 2 luglio 2021 in Giappone.

### Social Media
Un gioco interattivo sui social media che raffigura l'account di una giornalista intrappolata in un ospedale durante un disastro è assistito da altri utenti dei social media che possono aiutarla a mettersi in salvo, è stato eseguito dal 9 luglio al 30 luglio 2021 su Twitter.